# عناب
العُنّاب (الاسم العلمي:Ziziphus jujuba) هو نوع من النباتات يتبع جنس الزفيزف من الفصيلة السدرية. وهو شجر شائك يطول نحو 8 أمتار أوراقه مستطيلة غير حادة التسنن وعناقيد من الأزهار الصفراء المخضرة وثمرته بيضوية بنية إلى محمرة وأحيانا سوداء تشبه حبة الزيتون لذيذة الطعم ولبها أبيض هش. مدينة عنابة الجزائرية مشهورة بإنتاجها لهذه الفاكهة منذ زمن بعيد، وقد أخذت من ذلك اسمها.
الجزء المستعمل من النبات الثمار

## الموطن الأصلي للعناب
موطنه الأصلي الصين واليابان ويزرع في الصين منذ أربعة آلاف سنة ويعتبر من فواكه أهل الصين المفضلة وله قيمة غذائية جيدة. ينتشر الآن في بلاد الشام وإيران وجنوب شرق آسيا، وفي نيوزيلندا والمغرب العربي ويعيش في المناطق الحارة وشبه الحارة.

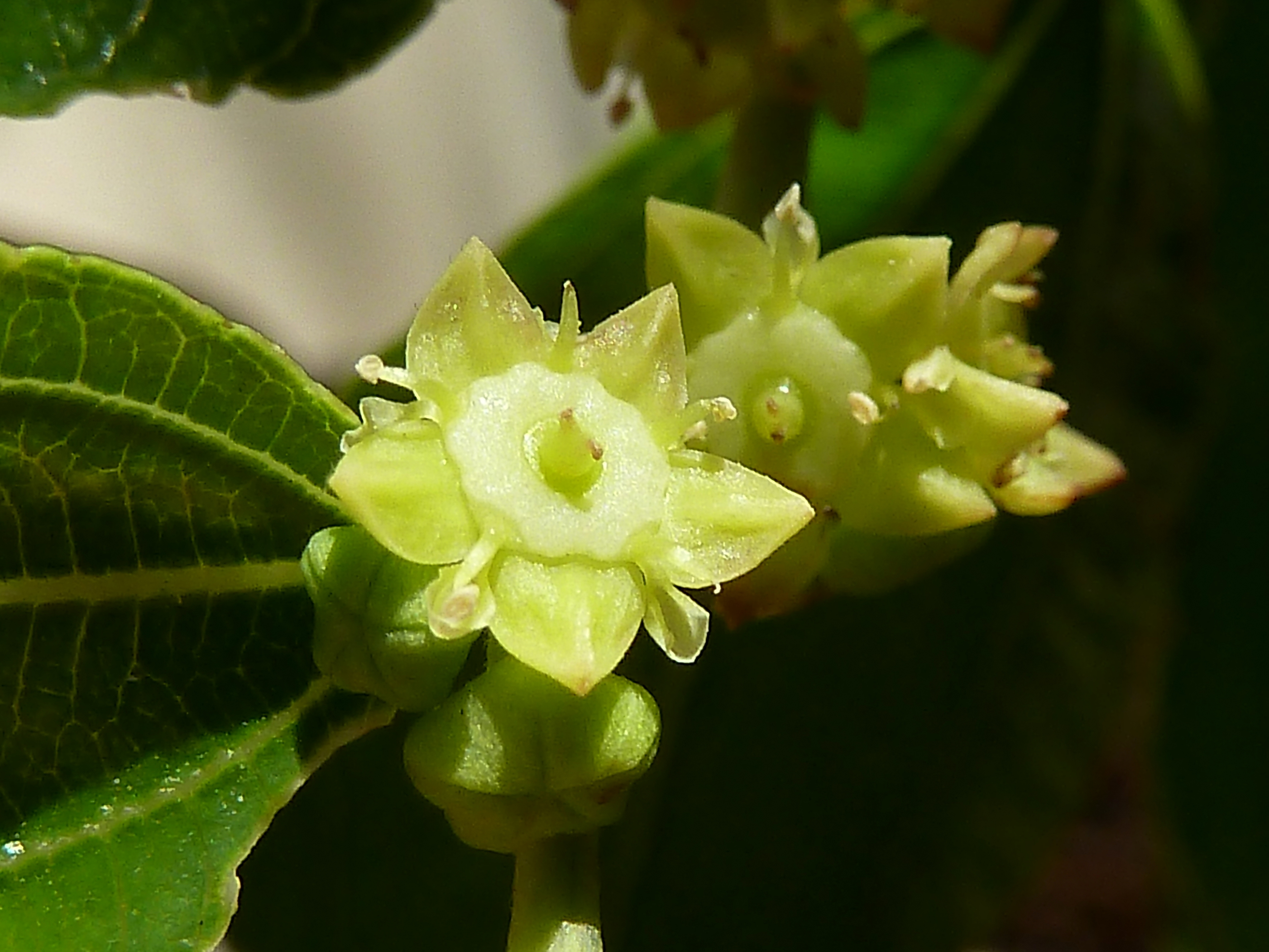
زهرة العناب
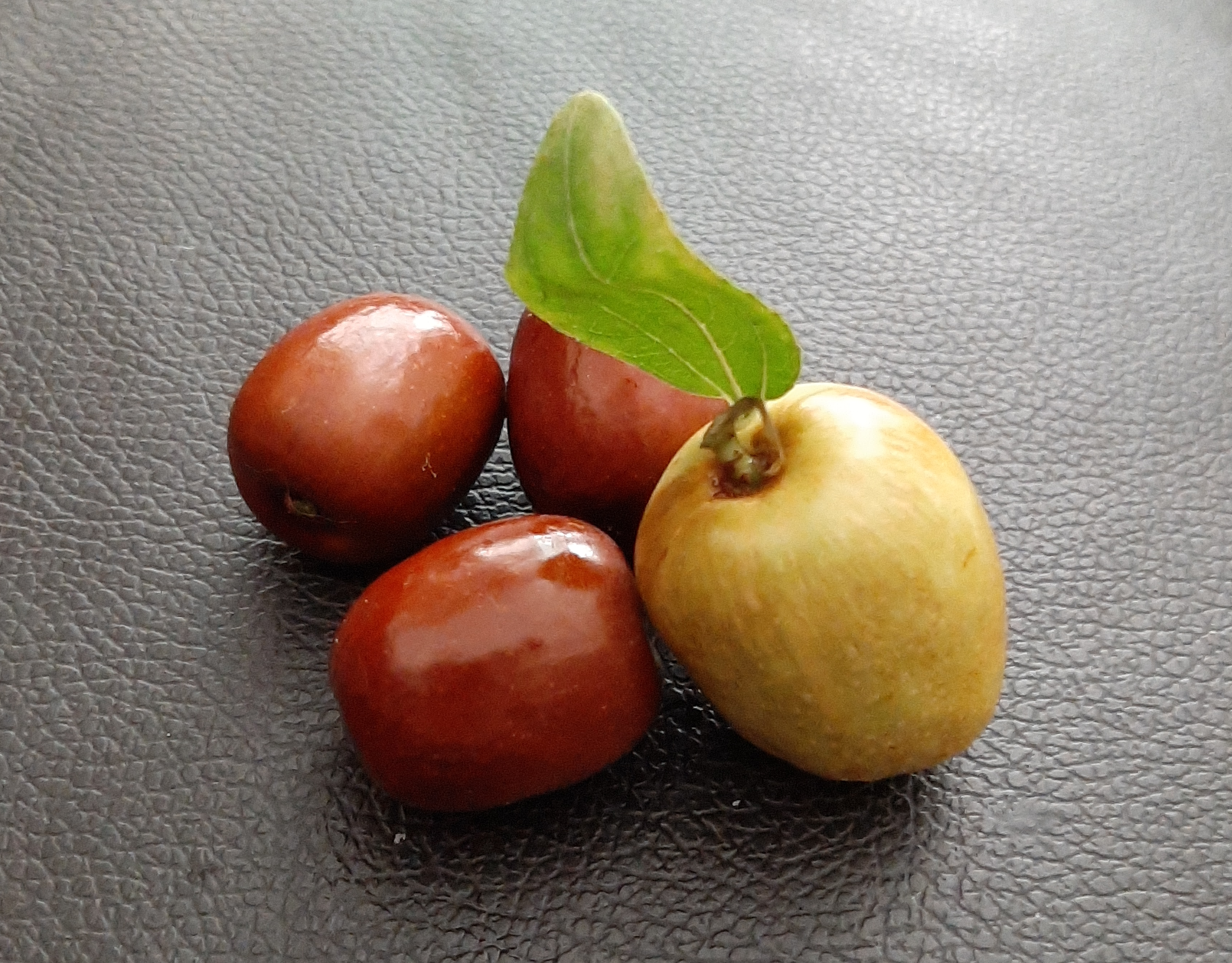
ثمار العناب
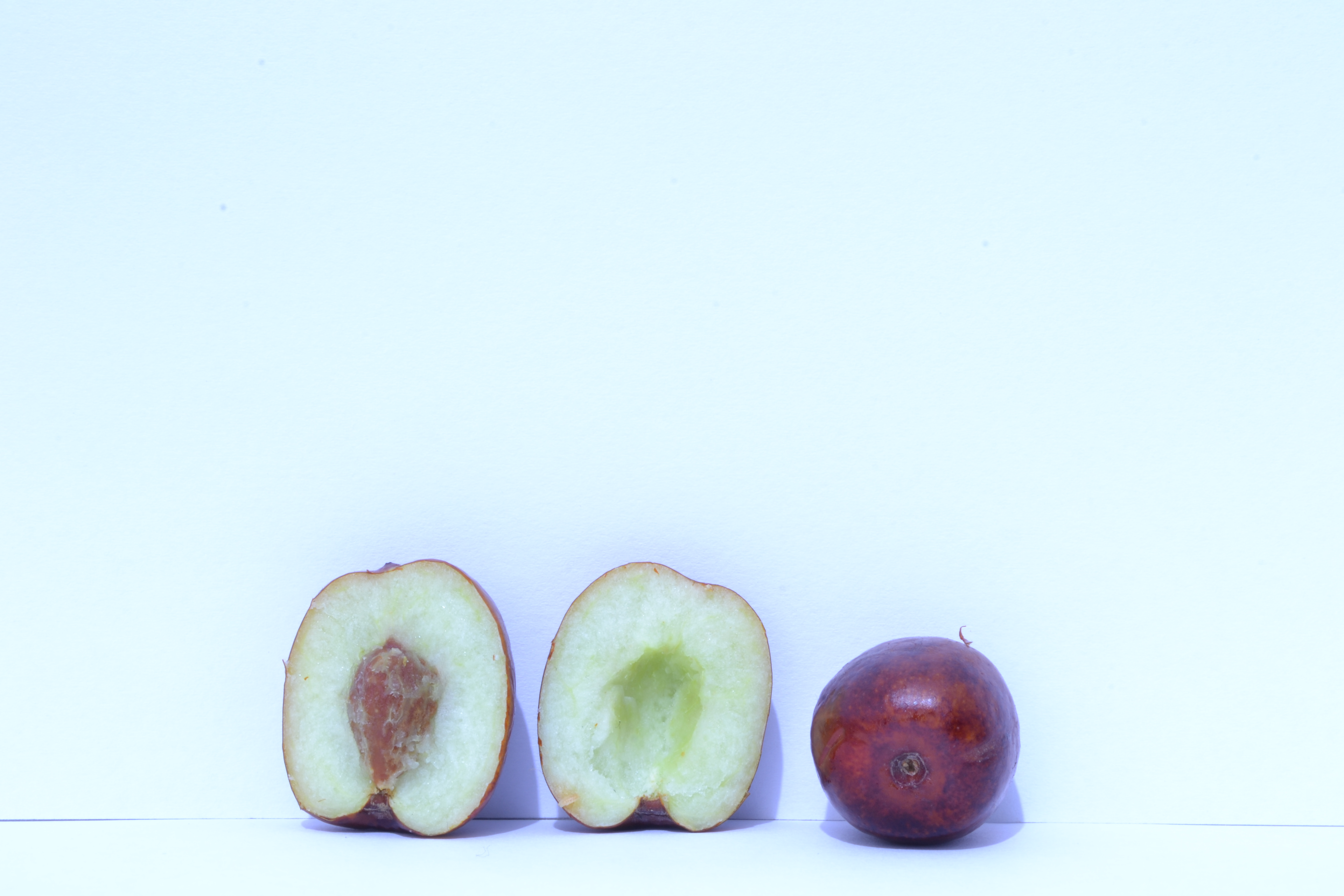
مقطع عرضي لثمار العناب
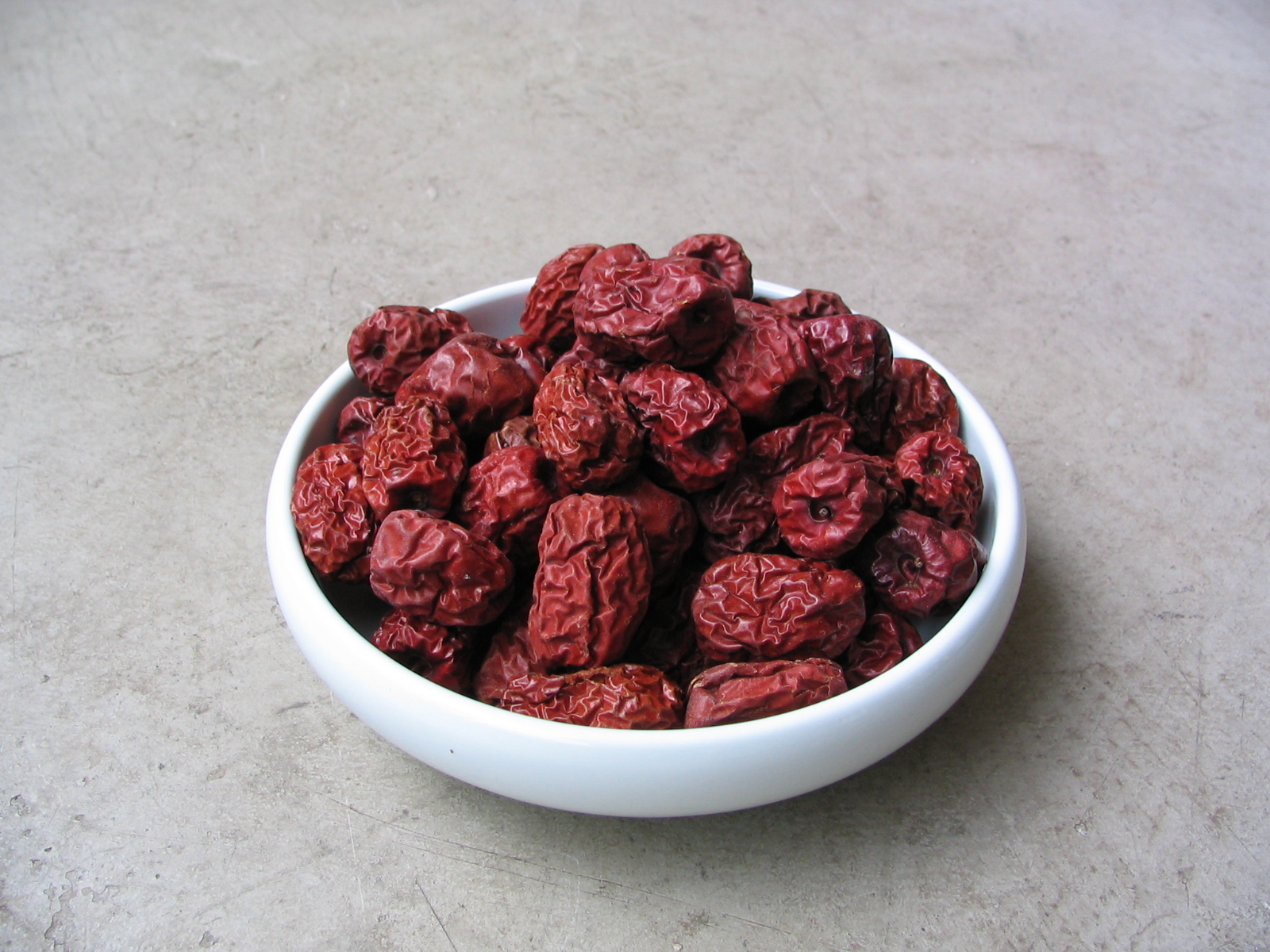
ثمار العناب بعدما تجف
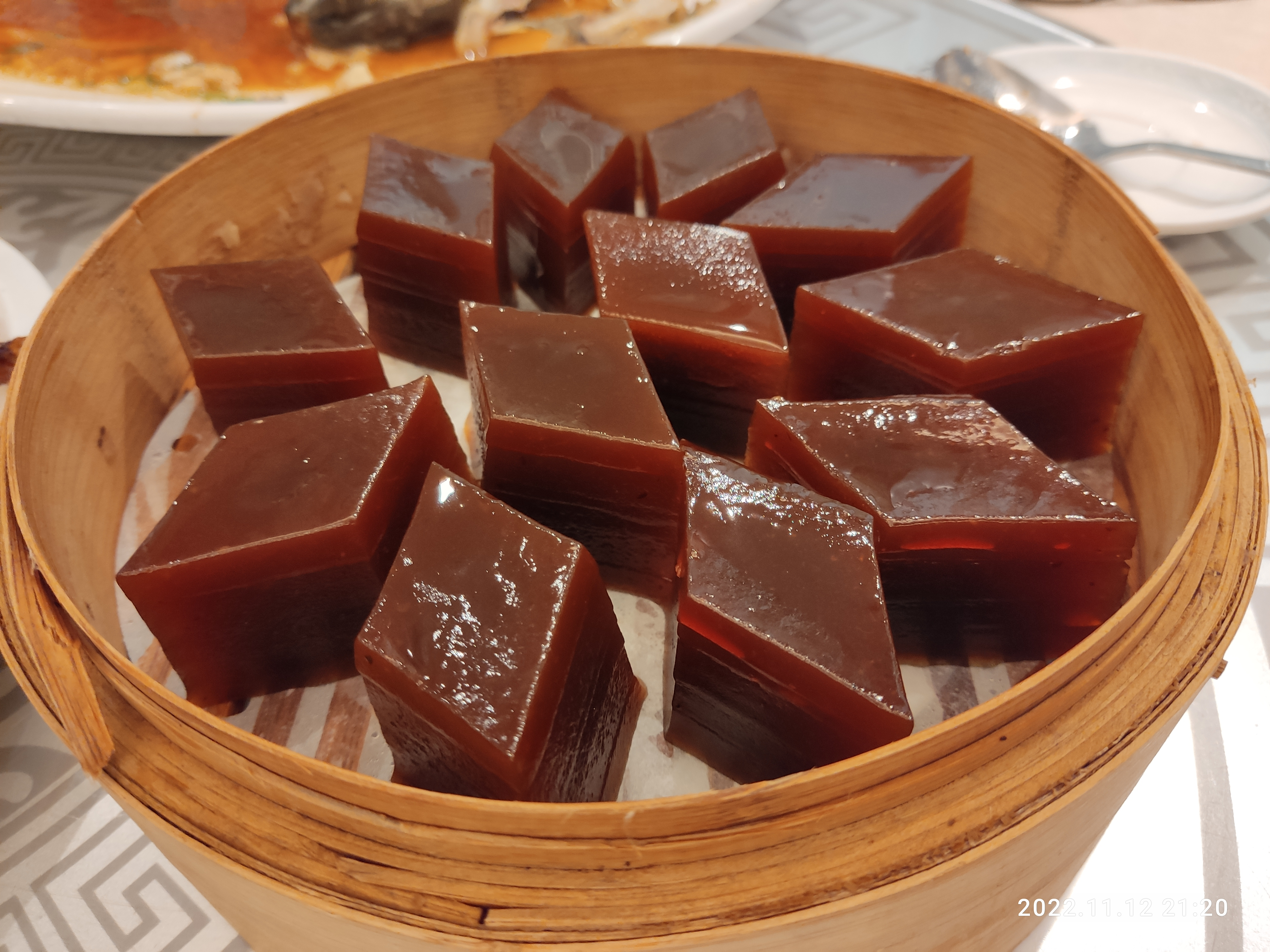
حلوى صينية من فاكهة العناب مطهوة في سلة تبخير من الخيزران

## المكونات الكيميائية للعناب
يحتوي العناب على صابونينات وفلافويندات وسكريات وهلام وفيتامينات أ، ب2، ج ومعادن هامة مثل الكالسيوم والفوسفور والحديد.